# Fishing Sim World
Fishing Sim World è un videogioco di pesca sviluppato da Dovetail Games e pubblicato da Dovetail Games - Fishing il 18 settembre 2018 per PlayStation 4, Xbox One e Microsoft Windows.
Si tratta del 2º titolo della serie dopo Euro Fishing.

## Novità
Il videogioco mostra subito delle nuove e ben evidenti caratteristiche rispetto al suo predecessore:
- Seppur la tecnologia sia sempre la Unreal Engine 4 vi sono molti miglioramenti grafici, uno dei principali è per esempio il riflesso delle acque, adesso molto più realistiche e pulite;
- Aggiunta la pesca a spinning;
- Il gioco non ha più un ambito europeo ma mondiale, con l'aggiunta di due nuovi laghi americani;
- È stata aggiunta la nuova modalità Carriera, dove con il proprio personaggio è possibile mettersi in gioco e partecipare ai campionati di livello mondiale, facendolo crescere stagionalmente dalla serie cadetta fino alla Lega Élite riservata ai 200 migliori pescatori del mondo;
- Oltre alla pesca da terra, è adesso possibile pescare anche dalla propria barca, andando al largo e posizionandosi in qualunque punto scelto. Sarà ovviamente molto più probabile trovare pesci di maggiore taglia;
- Aggiunte tante nuove specie di pesci;
- Migliorata l'intelligenza artificiale dei pesci; [4]

### Lo store
Sono state aggiunte allo store del gioco oltre 100 nuove attrezzature e molti prodotti, ami e mulinelli in particolare, saranno sotto licenza ufficiale (Bass Cat Boats, Bill Lewis, Duckett and Korda ecc...)

## Laghi
In ogni lago presente nel gioco, è possibile muoversi e perlustrarlo scegliendo liberamente dove andarsi a posizionare (in grassetto i laghi nuovi):
- Lake Boulder;
- Lake Johnson;
- Grand Union;
- Lago Gigantica;
- Manor Farm Lake;
- Lago di Montagna;
- Lago della Foresta; [3]

Laghi che si possono aggiungere tramite DLC:
- Lago del Mundo;
- Lago della Bestia;
- Gigantica Road Lake;
- Lake Williams;
- Lake Dylan;
- Lake Arnold;
- Laguna Iquitos;
- Lough Kerr.

## Pesci
Vi sono ben 18 specie di pesci presenti nel gioco:
- Triotto;
- Carpa Koi;
- Black bass o Persico Trota;
- Scardola;
- Carassio;
- Luccio;
- Barbo;
- Carpa argentata;
- Carpa comune;
- Carpa a specchi;
- Carpione;
- Spigola;
- Abramide;
- Tinca;
- Gardon o Rutilo;
- Pescegatto;
- Pescegatto punteggiato;
- Trota Fario;